# Jean Kerléo
Jean Kerléo (* 24. Februar 1932 in Guiclan, Département Finistère; † 23. Juli 2025 in Rueil-Malmaison, Département Hauts-de-Seine) war ein französischer Parfümeur und Gründer des Duftarchivs Osmothèque in Versailles.

## Leben
Jean Kerléo wurde 1932 in Guiclan im Département Finistère als Sohn eines Bauern geboren. Er begann seine Karriere 1955 bei der Kosmetikunternehmerin Helena Rubinstein. Für seine Arbeit als Parfümeur bei Rubinstein wurde er 1965 mit dem Prix International du Parfumeur-Créateur der Société Française des Parfumeurs ausgezeichnet.
1967 wechselte er als Parfümeur und technischer Direktor zum Haus Jean Patou. Bei Patou kreierte Kerléo Parfüme wie 1000, Ma Liberté, Voyageur und Sublime.
Von 1976 bis 1979 war Kerléo Präsident der Société Française des Parfumeurs. Dort schlug er den Mitgliedern die Umsetzung eines Archivs für Gerüche vor. Er verfolgte das Projekt gegen zahlreiche Widerstände in den folgenden beiden Jahrzehnten. Viele Unternehmen und Parfümeure hatten Vorbehalte, ihre geheimen Formeln einem Archiv anzuvertrauen.
In den 1980er Jahren gelang Kerléo die Reproduktion nicht mehr erhältlicher Parfüme des Hauses Patou. 1986 erhielt sein Team vom Nachlassverwalter des ehemaligen Parfümherstellers F. Millot mehrere Formeln, darunter die des nicht mehr verfügbaren Klassikers Crêpe de Chine des Parfümeurs Jean Desprez aus dem Jahr 1925.
Erst mit der Unterstützung von Gérard Delcour, Präsident des Comité Français du Parfum (CFP), und Didier Simond, Präsident der Chambre de commerce et d’industrie de Versailles-Val-d’Oise-Yvelines, konnte Kerléo das Projekt realisieren. Die Osmothèque wurde am 26. April 1990 in Versailles eröffnet. Kerléo führte die Osmothèque bis zum Jahr 2008 und übergab die Leitung dann an Patricia de Nicolaï.
Kerléo starb am 23. Juli 2025 im Alter von 93 Jahren in Rueil-Malmaison.

## Parfüme (Auswahl)
- 1968: Lacoste Eau de Sport (Lacoste, vermarktet von Jean Patou)
- 1972: 1000 (Jean Patou)
- 1976: Eau de Patou (Jean Patou)
- 1980: Patou pour Homme (Jean Patou)
- 1987: Ma Liberté (Jean Patou)
- 1992: Sublime (Jean Patou)
- 1994: Voyageur (Jean Patou)
- 1996: Yohji (Yōji Yamamoto, vermarktet von Jean Patou)
- 1998: Patou For Ever (Jean Patou)
- 1998: Un Amour de Pato (Jean Patou)